# Leucotmemis pleuraemata
Leucotmemis pleuraemata là một loài bướm đêm thuộc phân họ Arctiinae, họ Erebidae.